# Amate i vostri nemici
Amate i vostri nemici, secondo la religione cristiana, è un insegnamento di Gesù riportato dal Vangelo secondo Matteo e dal vangelo secondo Luca.

## Racconto evangelico
Nel vangelo di Matteo l’insegnamento è pronunciato durante il Discorso della Montagna. 
Il testo recita:
"Avete inteso che fu detto: Amerai il tuo prossimo e odierai il tuo nemico; ma io vi dico: amate i vostri nemici e pregate per i vostri persecutori, affinché siate figli del Padre vostro celeste, che fa sorgere il suo sole sopra i malvagi e sopra i buoni, e fa piovere sopra i giusti e sopra gli ingiusti. Infatti se amate quelli che vi amano, quale merito ne avete? Non fanno così anche i pubblicani? E se date il saluto soltanto ai vostri fratelli, che cosa fate di straordinario? Non fanno così anche i pagani? Siate voi dunque perfetti come è perfetto il Padre vostro celeste".
Nel vangelo di Luca l’insegnamento è pronunciato durante il Discorso della pianura. Il testo dice: "Ma a voi che ascoltate, io dico: Amate i vostri nemici, fate del bene a coloro che vi odiano, benedite coloro che vi maledicono, pregate per coloro che vi maltrattano. A chi ti percuote sulla guancia, porgi anche l'altra; a chi ti leva il mantello, non rifiutare la tunica. Da' a chiunque ti chiede; e a chi prende del tuo, non richiederlo. Ciò che volete che gli uomini facciano a voi, anche voi fatelo a loro. Se amate quelli che vi amano, che merito ne avrete? Anche i peccatori fanno lo stesso. E se fate del bene a coloro che vi fanno del bene, che merito ne avrete? Anche i peccatori fanno lo stesso. E se prestate a coloro da cui sperate ricevere, che merito ne avrete? Anche i peccatori concedono prestiti ai peccatori per riceverne altrettanto. Amate invece i vostri nemici, fate del bene e prestate senza sperarne nulla, e il vostro premio sarà grande e sarete figli dell'Altissimo; perché egli è benevolo verso gl'ingrati e i malvagi".